# شاپر مارکتینگ
شاپر مارکتینگ یا بازاریابی خریدار یا بازاریابی مغازه‌روها (به انگلیسی: Shopper marketing) شاخه‌ای از بازاریابی است که بر مسیر مصرف‌کننده برای خرید یک محصول، از اولین برخورد با محصول، تا توجه و خرید تمرکز دارد. و از بازاریابی خرده‌فروشی یا ریتیل مارکتینگ جدا است که فقط بر جذب مشتری در فروشگاه متمرکز است.
بازاریابی خریدار به فعالیت‌های بازاریابی در فروشگاه محدود نمی‌شود، بازاریابی خریدار بخشی از یک رویکرد بازاریابی یکپارچه کلی است که نیازها و خواسته‌های یک «خریدار» خاص را برای هدایت مصرف در نظر می‌گیرد. داده‌های بینش خریدار جمع‌آوری‌شده توسط بازاریابان خریدار شامل در نظر گرفتن نیازهای خریداران، محیط‌های خرده فروشی ترجیحی و فعالیت در فروشگاه است.
یونیلیور بینش خریدار را اینگونه تعریف می‌کند: «تمرکز بر فرآیندی که بین اولین فکری که مصرف‌کننده دربارهٔ خرید یک کالا دارد، تا انتخاب آن کالا اتفاق می‌افتد.

## تعریف
تولیدکنندگان می‌توانند برنامه‌های استراتژیک خود را با استفاده از داده‌های بازاریابی خریداران با کیفیت بالا توسعه دهند که به درک واضحی از ترجیحات و رفتارهای مصرف‌کننده اجازه می‌دهد. طبق مطالعات صنعت قبل از سال ۲۰۱۰، سرمایه‌گذاری تولیدکننده در شاپر مارکتینگ سالانه بیش از ۲۱ درصد رشد می‌کند.
طبق صورت‌های مالی شرکت، پروکتر اند گمبل، هر سال حداقل ۵۰۰ میلیون دلار در شاپر مارکتینگ سرمایه‌گذاری می‌کند.
شاپر مارکتینگ توسط شرکت‌های اروپایی پیشرو مانند Unilever و Beiersdorf انجام می‌شود، و این رشته توسط شرکت‌هایی مانند Phenomena Group، اولین آژانس بازاریابی خریداران اروپا، بیشتر توسعه یافته‌است.
آمارهای زیر باعث تقسیم مجدد بودجه بازاریابی از بازاریابی مصرف‌کننده به بازاریابی خریدار یا شاپر مارکتینگ شده‌است.
۷۰٪ از انتخاب‌های برند در فروشگاه‌ها انجام می‌شود
۶۸ درصد از تصمیمات خرید برنامه‌ریزی نشده‌است
۵ درصد به برند یک گروه محصول وفادار هستند
متخصصان بر این باورند که بازاریابی مؤثر خریدار یا شاپر برای دستیابی به موفقیت در بازار اهمیت فزاینده ای دارد.

## تاریخچه
برای تقریباً ۵۰ سال، تولیدکنندگان کالاهای بسته‌بندی مصرفی در مقیاس بزرگ، امکانات زیادی برای ادامه رشد تجارت خود داشتند:
دهه ۱۹۷۰: برند شدن محصول
دهه ۱۹۸۰: تثبیت کانال
دهه ۱۹۹۰: افزایش مصرف گرایی
دهه ۲۰۰۰: جهانی شدن
سازمان‌ها بر این اساس برای به حداکثر رساندن عوامل رشد از طریق کارایی تولید، توزیع و فروش انبوه بازاریابان خود راتقسیم نمودند
بازاریابان محصول، کالاهایی را برای خرده فروشان توسعه داده و ارایه دادند تا آنها را بفروشند
بازاریابان توزیع چندین برند محصول را انتخاب کردند و مسائل مربوط به چرخه عمر و زنجیره تأمین را بر اساس کانال‌های آن مدیریت کردند
بازاریاب‌های مصرف‌کننده محور که در این زمینه حضور داشتند، سهم یا نفوذ را افزایش دادند
ساختار سازمان بازاریابی در اصل حول چهار پی بازاریابی ساخته شده بود: محصول، قیمت، مکان‌یابی و تبلیغات. چهار پی بازاریابی محصول دهه ۱۹۵۰ بود. ساختار سازمانی رو به درون بازاریابی پس از دهه ۱۹۵۰ متوقف شد. کسب و کارها دیگر محصولاتی را با اطلاعات محدود ارائه شده به مصرف‌کنندگان تولید نمی‌کردند. بازاریابی به‌عنوان ابزاری برای متمرکز شدن بیشتر به مشتریانی که قبل از خرید از اطلاعات بیشتر در مورد محصولات مطلع بودند، استفاده شد.

### محیط خرید خرده فروشی یا ریتیل
در اواخر سال ۲۰۰۴، مدل جدیدی برای رشد پدیدار شد، زیرا تولیدکنندگان محصول و خرده فروشان به‌طور یکسان نیاز به تأثیر منحصر به فرد بر تجربه خرید را شناسایی کردند. به آن بازاریابی خریدار (SM) می‌گفتند. تا سال ۲۰۱۰ بود که به‌طور رسمی توسط کمیسیون خرده فروشی شاپر مارکتینگ به شرح زیر تعریف شد:
"بازاریابی خریدار استفاده از بازاریابی بینش محور و ابتکارات تجاری برای برآوردن نیازهای خریداران هدف، افزایش تجربه خرید و بهبود نتایج کسب و کار و ارزش ویژه برند برای خرده فروشان و تولیدکنندگان است."

## خرید داده‌های رفتاری
چندین روش مختلف جمع‌آوری داده‌ها اطلاعاتی را در مورد رفتار خرید خریدار از یک برند معین ارائه می‌دهند: مشاهدات، رهگیری‌ها، فوکوس گروپ‌ها، خاطرات روزانه، نقطه فروش و داده‌های دیگر.
مشاهدات انجام شده قبل از ورود به فروشگاه، در فروشگاه، و پس از خروج از فروشگاه، مشخص می‌کند که چه زمانی، چه چیزی، کجا، چرا، چه کسی و چگونه رفتار خریدار رخ می‌دهد.
بینش‌های کلیدی در مورد مصرف‌کنندگان عبارتند از: طول فرایند خرید، اقلامی که خریدار متوجه شده، لمس کرده، مطالعه کرده، اقلامی که خریدار خریداری کرده، و همچنین روش‌های خرید مؤثر بر فرایند. مصاحبه‌ها به کشف انگیزه‌های هدایت کننده رفتارهای خرید کمک می‌کند. مواردی که معمولاً روشن می‌شوند عبارتند از: احتمال جایگزینی محصول و شناسایی جایگزین‌ها. ارزش‌ها و نگرش ها؛ خواسته‌ها و عوامل انگیزشی؛ و همچنین سبک زندگی و وضعیت زندگی. داده‌های نقطه فروش اطلاعاتی را در مورد اینکه کدام محصولات، چه زمانی و به چه میزان خریداری شده‌اند (و گاهی اوقات توسط چه کسی می‌توان از کارت خریداران مکرر استفاده کرد) ارائه می‌دهد.
تأثیر دیگر میزان حضور سایر خریداران در یک فروشگاه در یک زمان معین است. به عنوان مثال، تحقیقات مارتین (۲۰۱۲) در زمینه خرده فروشی نشان داد که خریداران مرد و زن که به‌طور تصادفی توسط خریداران دیگر از پشت لمس شده بودند، زودتر از افرادی که لمس نشده بودند، فروشگاه را ترک کردند و برندها را منفی تر ارزیابی کردند، که در نتیجه باعث ایجاد روابط بین فردی تصادفی شد. افکت لمسی

## تقسیم‌بندی خریداران یا شاپرها
هنگام انجام بخش‌بندی خریداران، بازار به گروه‌های ضروری و قابل اندازه‌گیری تقسیم می‌شود، یعنی بخش‌هایی بر اساس داده‌های رفتار خرید. تقسیم‌بندی خریداران پاسخگویی به الزامات هر بخش را آسان‌تر می‌کند. به عنوان مثال، خریداران سنتی و حساس به قیمت به وضوح از نظر رفتار خرید با یکدیگر تفاوت دارند. تقسیم‌بندی این امکان را فراهم می‌کند تا اقدامات بازاریابی را در بخش سودآورترین خریداران یا شاپرها هدف قرار دهید. ارزش تقسیم‌بندی خریداران در صنعت بازاریابی خریداران (شاپر مارکتینگ) مورد بحث است. برای خرده‌فروشان می‌تواند جهت موقعیت‌یابی نسبت به رقبا و همچنین مکان‌های فروشگاه را ارائه دهد. کارت‌های وفاداری می‌توانند یکی از غنی‌ترین منابع داده‌های بخش‌بندی را فراهم کنند. برای تولیدکنندگان محصولات مصرفی، تقسیم‌بندی خریداران، حداقل در فروشگاه‌های فیزیکی، کمتر مفید است، زیرا قفسه و نمایشگرها به‌طور یکسان با همه خریداران فروشگاه ارتباط برقرار می‌کنند.